# Соркин, Максим Дмитриевич
Максим Дмитриевич Соркин (19 апреля 2000, Москва) — российский хоккеист, нападающий клуба КХЛ ЦСКА. Кандидат в мастера спорта России.
Начинал играть в московском «Вымпеле». С 2012 года — в ЦСКА. Дебютировал в КХЛ 16 октября 2019 года в гостевом матче против «Динамо» Москва (2:1).
Серебряный призёр молодёжного чемпионата мира 2020. Обладатель Кубка Гагарина 2022 и 2023
8 сентября 2024 года сделал хет-трик в ворота «Адмирала» (6:2).